# Pedemonte
Pedemonte é uma comuna italiana da região do Vêneto, província de Vicenza, com cerca de 829 habitantes. Estende-se por uma área de 12 km², tendo uma densidade populacional de 69 hab/km². Faz fronteira com Lastebasse, Lavarone (TN), Luserna (TN), Valdastico.
As comunas de Pedemonte e Casotto (hoje parte da primeira) fizeram parte do Tirol em por consequência, do Império Austro-Húngaro até 1918. Até 1929 eram parte do Trentino, quando foram destacadas para a província de Vicenza, no Vêneto. Há vários anos a população local expressa a vontade de retornar a fazer parte da província de Trento.

## Demografia
| Variação demográfica do município entre 1861 e 2011                               |
|                                                                                   |
| Fonte: Istituto Nazionale di Statistica (ISTAT) - Elaboração gráfica da Wikipedia |